# Conan O'Brien
Conan Christopher O'Brien (Brookline, 18. travnja, 1963.) je američki glumac i komičar.

## Vanjske poveznice
- Conan O'Brien na Imdb[neaktivna poveznica]